# Anthony Esolen
Anthony Michael Esolen. Pensador estadounidense, de origen italiano. Profesor de inglés en el Providence College. Se graduó en Princeton en 1981 y obtuvo el título de Ph.D. por la University of North Carolina, Chapel Hill, en 1987. Es traductor de italiano a inglés. Destacan sus traducciones de La divina comedia y de Jerusalem conquistada. En España, su Guía políticamente incorrecta de la civilización occidental ha sido publicada por José Javier Esparza.

## Obras
- Ten Ways to Destroy the Imagination of Your Child (ISI Press, under contract for 2009)

- Translation of 105 of the Latin Psalms for the new English-Latin Breviary (Baronius Press, forthcoming in 2008).

- The Politically Incorrect Guide to Western Civilization (Regnery, 2008).

- Etienne Gilson: Dante the Philosopher (I have written a 30-page introduction to the work, reprinted by Alethes Press, forthcoming).

- Ironies of Faith: The Deep Laughter at the Heart of Christian Literature (ISI Press, 2007).

- Dante: Paradise (New York: Modern Library, 2004).

- Dante: Purgatory (New York: Modern Library, 2003).

- Dante: Inferno (New York: Modern Library, 2002).

- Torquato Tasso: Jerusalem Delivered (Baltimore: Johns Hopkins University Press, 2000).

- Lucretius: De Rerum Natura (Baltimore: Johns Hopkins University Press, 1995).

- Peppers (Baltimore: New Poets Series, 1991).